# Léonce (maître des soldats)
Pour les articles homonymes, voir Léonce.
Léonce (en latin : Leontius) est un officier byzantin qui sert sous l'empereur Justinien (527-565). Il est le fils de Zanna et petit-fils du fonctionnaire Pharesmane, et est d'origine laze. Avec son frère Rufin, et peut-être en tant que maître titulaire des soldats (magister militum vacans), Léonce fait partie des archontes (les autres étant ses frères Rufin et Jean) envoyés en Afrique en 539 pour servir le général Solomon ; l'historien byzantin Procope de Césarée déclare qu'ils ont remplacé les agents Martin et Valérien. En 540, ils battent le chef berbère Iaudas lors de la bataille de Tumar, dans les montagnes des Aurès.

## Référencement